# Afrikai Intézményesült Egyházak
Az afrikai intézményesült egyházak (angol: African initiated church, francia: Église d'institution africaine) olyan keresztény bennszülött afrikai egyházak, amelyek közös jellemzője, hogy függetlenek a történelmi (eredetileg missziós) egyházaktól. Ezért először afrikai independens (független) egyházak néven váltak ismertté, de mivel az AIE betűszó hamar általánossá vált, új megnevezésük is ugyanígy rövidíthető; nevük egyben kifejezi, hogy a szóban forgó egyházakat már afrikaiak alapították és vezetik, tehát nem határozhatók meg a történelmi és missziós egyházakkal fennálló kapcsolataik alapján.
Ezek a kereszténység "afrikanizálódását" – a régi törzsi vallások beszüremkedését jelentő szinkretista új "egyházak" gyorsan terjednek Fekete-Afrikában. Gyakran megszállott "prófetikus igehirdetők" vezetése alatt állnak. Hisznek a démonokban és a "rontás"ban, a betegségek hagyományos törzsi értelezésében. A kereszténységet és a törzsi kultuszokat egybemossák. Egyes elemeket elfogadnak a krisztusi tanításokból, mások helyébe afrikai vallási elemeket építenek be. 
Az afrikai ember a vallási megnyilatkozásokban is kifejezésre akarja juttatni teremtő képességét. A független egyházak keretei szabadabbak, mint a hagyományos egyházaké. Több lehetőség nyílik bennük a rituális táncra, énekre, élményközlésre. Könnyebb vezető szerephez is jutni e hierarchiát nélkülöző vallási közösségekben. 
Több ezer afrikai alapítású egyház van, mindegyik a maga sajátosságával. 

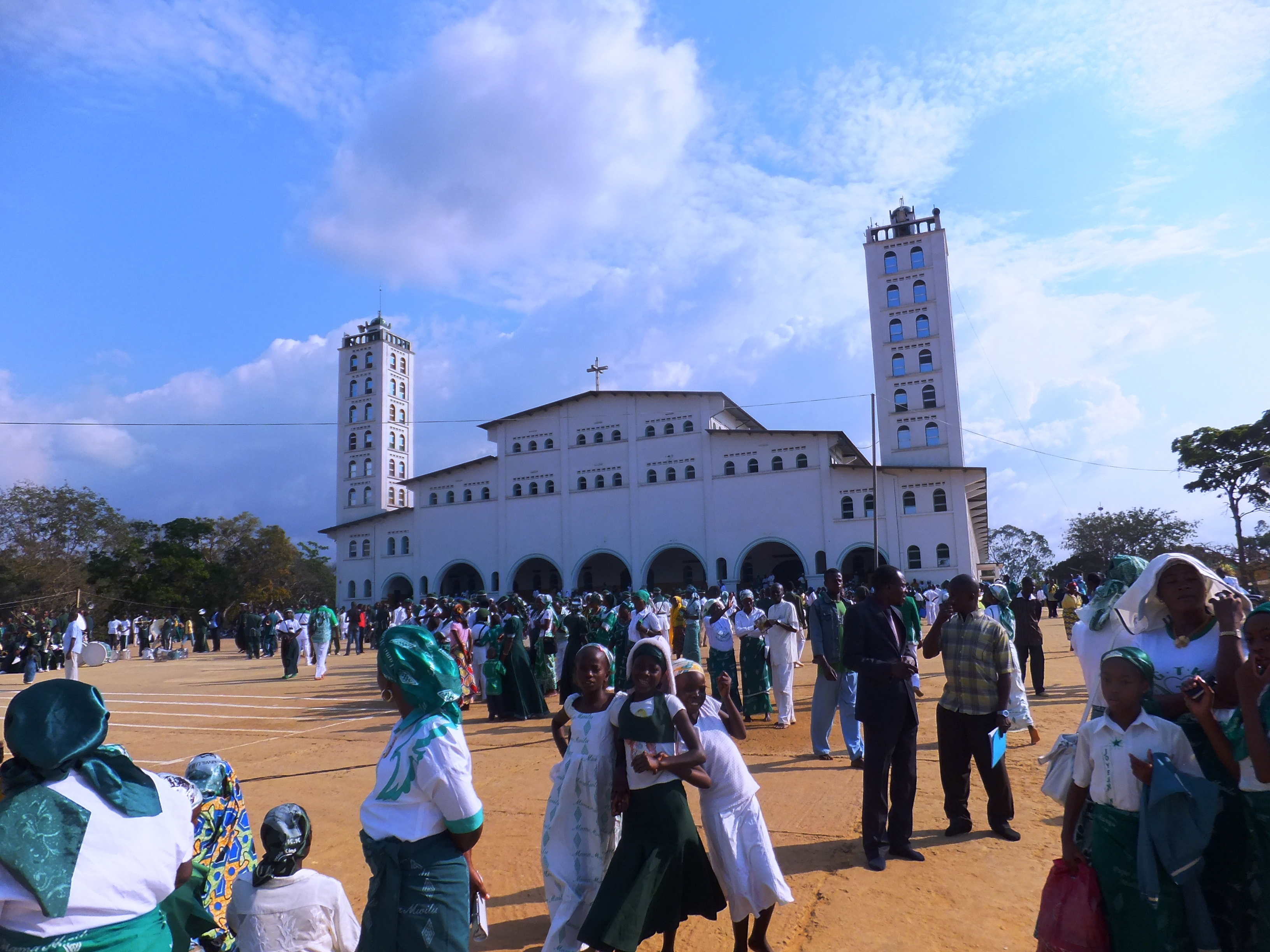
A kimbangizmus temploma Nkamba-ban (Kongói Demokratikus Köztársaság)

## Messianisztikus egyházak
Az afrikai intézményesült egyházak egyik csoportját messianisztikusnak hívják a vezetőik hatalmára és szentségére fókuszálva.
Egyik legelterjedtebb, több millió hívőt számon tartó népi-vallási mozgalom a Simon Kimbangu "próféta" (1887-1951) által életre hívott kimbanguizmus (fr. Église kimbanguiste). A székhelye Nkamba városában van a Kongói Demokratikus Köztársaságban.
Dél-Afrikában egy gyógyító próféta, Isaiah Shembe (1865-1935) személye köré csoportosulva alakultak ki egy nagyobb csoport, megalkotva egyben a legrégibb dél-afrikai független hívők csoportját. A Názáreti Baptista Egyház (Nazareth Baptist Church) vagy Shembe Egyháza, vagy egyszerű nevén csak Nazarita Egyház a legnagyobb független zulu mozgalom, amely 1910-ben alakult meg. Később más népcsoportok is csatlakoztak hozzá és ma kb. 4 millió híve van.

## Cionista egyházak
A cionista egyházak  (Zionist Churches) az 1. világháború után jöttek létre Dél-Afrikában. Nevüket az 1896-ban Chicagóban megalakult Cioni Keresztény Katolikus Apostoli Egyház nevéből vették.  Ez az egyház a 20. század elején kezdett el téríteni Afrikában. A Cionista Keresztény Egyház (Zion Christian Church) ma a legnagyobb független dél-afrikai egyház. A közösséget Engenas Lekganyane (1885-1948) alapította, akire nagy hatást gyakorolt a chicagói alapítású egyház egyik missziója.
A különböző cionista keresztény egyházak ma a dél-afrikai keresztények mintegy felét teszik ki.
A cionista egyházakat a következők jellemzik:
- A hittel való gyógyítás és a kinyilatkoztatás álmokon keresztül
- Keresztség a folyókban („Jordán-keresztség”)
- Rituális ruhák, főleg fehér.
- Élelmiszer-tabuk, például nem esznek sertéshúst.
- Néhány kisebb felekezet a szabadban imádkozik és körben táncol, néha dob ütemére.
- Egyes felekezetek elfogadják a többnejűséget .
- Egyes felekezetek a keresztény és a hagyományos afrikai vallási hiedelmek szinkretikus keveredését mutatják.

## Aladura pünkösdi egyházak

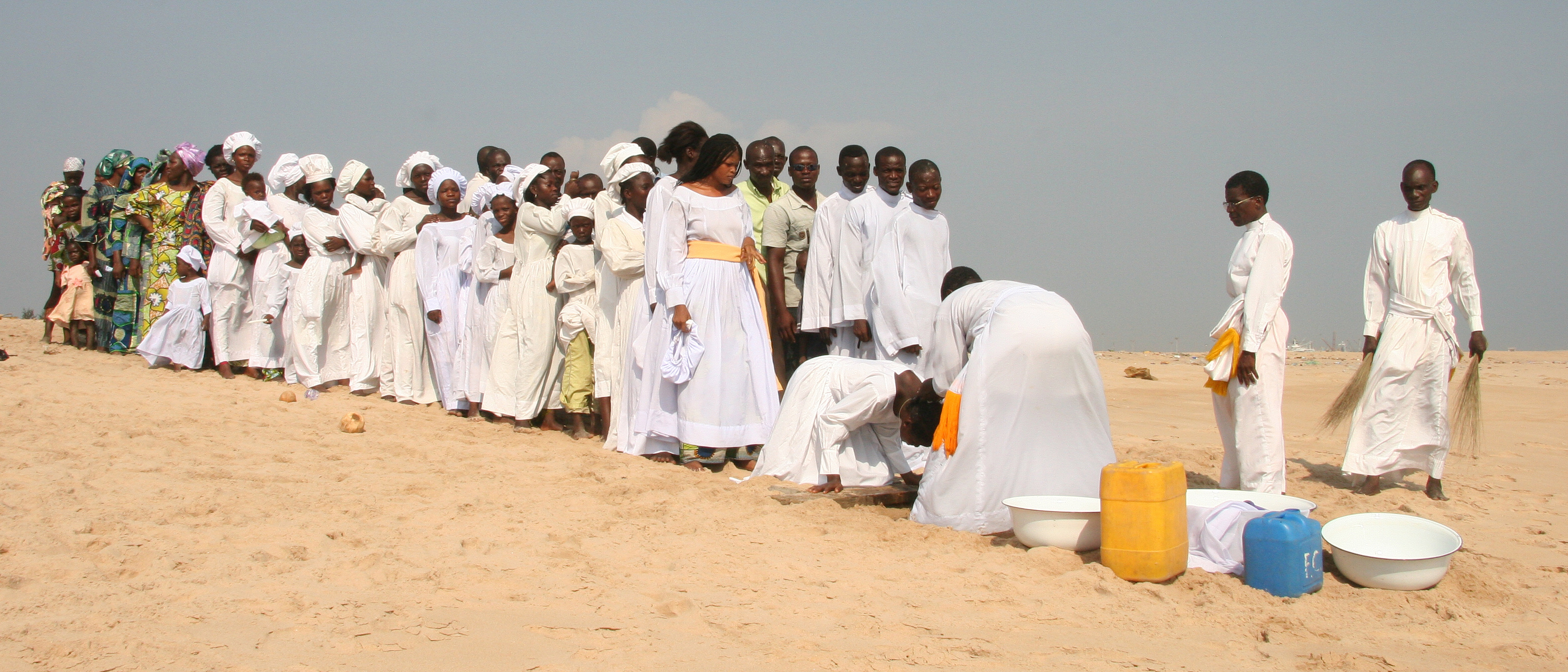
Keresztelkedők az aladura mozgalomhoz tartozó Krisztus Égi Egyháza szertartásán Beninben

Az afrikai intézményesült egyházak egyik legnagyobb és legismertebb irányzata az aladura egyházak. Prófétai irányítás alatt álló gyógyító egyházak ezek, amelyek az 1. világháború után, Nigériában alakultak meg. Innen egész Nyugat-Afrikában elterjedtek.
Az Aladura mozgalom úttörői között volt Moses Orimolade (Baba Aladura) és Christianah Abiodun (Abidoun kapitány). Úgy vélték, hogy a már megszilárdult missziós egyházakból hiányzik a spirituális erő, ezért az "isteni gyógyítás" elvét saját ősi vallási hiedelmekkel elegyítették. 

## Etiópiai egyházak
Az etióp kezdeményezésű afrikai egyházak a közelmúltban alakult protestáns gyülekezetek, főleg Dél-Afrikában, és a 19. század végének etióp mozgalmából jöttek létre. Nem szabad összetéveszteni őket az etióp ortodox egyházzal vagy a kopt ortodox egyházzal , amelyek sokkal hosszabb és teljesen eltérő tantörténettel rendelkeznek. Néhány, az etióp mozgalomból származó felekezet egyesült ezekkel a korábbi felekezetekkel.

## Fordítás
- Ez a szócikk részben vagy egészben  az   African initiated church című angol Wikipédia-szócikk fordításán alapul.  Az eredeti cikk szerkesztőit annak laptörténete sorolja fel. Ez a jelzés csupán a megfogalmazás eredetét és a szerzői jogokat jelzi, nem szolgál a cikkben szereplő információk forrásmegjelöléseként.